# Теодора Палеологина Дукина Ватацина
Теодора Дукина Ватацина (грчки: Θεοδώρα Δούκαινα Βατάτζαινα; око 1240 – 4. март 1303), била је последња никејска (до 1261) и византијска царица, супруга цара Михаила VIII Палеолога. Мајка је византијског цара Андроника II Палеолога, бугарске царице Ирине и трапезунтске царице Евдокије.

## Младост
Према Георгију Акрополиту, Теодора је била ћерка Јована Дуке Ватаца (рођеног 1215. године) и његове жене Евдокије Анђелине. Њен деда био је Исак Дука Ватац, византијски севастократор (умро 1261.), старији брат цара Јована III Дуке Ватаца. Теодорин деда по мајци био је протоспатар Јован Комнин Анђео. Његово име говори да је припадао породици Анђела, али се не зна његово породично стабло. Акрополит пише да је Теодорин отац умро у младости. Њена мајка умрла је почетком 1250-тих, остављајући Теодору код деда - стрица цара Јована III који ју је "волео као ћерку". Цар Јован III је 1253. године, уговорио брак Теодоре и Михаила Палеолога, који се постепено уздигао захваљујући својим породичним везама и војним способностима. Цар Јован III је умро 3. новембра 1254. године. Наследио га је син јединац, цар Теодор II Ласкарис, који умире четири године касније. Његов син јединац, цар Јован IV, имао је седам година. Михаило је постао његов намесник на челу Никејског царства. Напредовао је корак по корак, постајући најпре деспот, а потом и цар. Године 1259. проглашен је за савладара. Не постоје докази да је Теодора крунисана за царицу 1259. године. Алексије Стратигопул, један од учесника Пелагонијске битке, јула 1261. године ослобађа Цариград, престоницу Византијског царства. Од завршетка Четвртог крсташког рата, Цариград је до 1261. године био престоница Латинског царства. Цар Михаило VIII је ушао у град 15. августа, а убрзо после њега и Теодора и њихова деца. Септембра исте године цар Михаило VIII је по други пут крунисан за цара у Светој Софији. Пахимер није споменуо крунисање Теодоре.
Тада долази до кризе у односима између Теодоре и цара Михаила VIII. Према Пахимеру, цар Михаило VIII се заљубио у царицу Ану-Констанцу Хоенштауфен, ћерку светоримског цара Фридриха II и Бјанке Ланцио, која је накратко била у браку са царем Јованом III Дуком Ватацом. Нудио јој је да се разведе од Теодоре и да њу ожени. Теодора је, када је сазнала за то, потражила помоћ патријарха Арсенија Ауторијана. Патријарх је утицао на цара Михаила VIII да одбаци своје планове о женидби са царицом Аном. Царица Ана је напустила Цариград децембра 1261. године.

## Теодора у Србији
Постоји мало доказа да је царица Теодора учествовала у политици Византије током мужевљеве владавине. Подржавала је монашке заједнице и помиловала неке дворјане који су пали у немилост. У архивама манастира Патмос и Лембиотиса сачуван је низ докумената из 1259-1281, који потврђују њено активно учешће у животу манастира. Када је цар Михаило VIII на Другом Лионском сабору 1274. водио политику црквеног уједињења, постоје докази да је царица Теодора у почетку била наклоњена противницима уније. Када није успела да убеди цара Михаила VIII да се предомисли, очигледно је променила мишљење због лојалности свом мужу, пошто је касније била принуђена да се јавно одрекне својих ставова 1283. године. Интервенисала је приликом покушаја склапања бракова своје две ћерке, Ане и Ирине. Михаило је покушавао да закључи споразум са Српском краљевином, односно династијом Немањића, против краља Карла I Анжујског, господара Јужне Италије, брата француског краља Луја IX Светог. Споразум са српским краљем Стефаном Урошем I је, према Георгију Пахимеру, требало да буде учвршћен династичким браком између његове млађе ћерке Ане и Урошевог млађег сина Милутина (старији Урошев син Драгутин је био ожењен угарском принцезом Катилином). Пошто су окончани међусобни договори, цар Михаило VIII је послао патријарха и кћер са величанственом царском свитом. Ана је у то време имала око 12 година. Царица Теодора је, након што су стигли у Верију, послала у Србију хартофилакса (патријарховог секретара) Јована Века, а са њим и митрополита Трајанупоља и Кодумна. Требало је да се они подробније распитају о приликама које су владале код Срба и да виде каквим начином живота би принцеза живела у Србији. Сама царица Теодора је кћери припремила величанствену пратњу уз сву разноврсну раскош.
Свиту је чекало изненађење. Пахимер пише: "Дошавши тамо, они не само да не видеше ништа достојно свите и одговарајуће власти, већ је Урош, гледајући њихову пратњу и послугу, а нарочито евнухе, упитао шта би они требало да буду. А када је чуо да је такав царски ред и да принцези следи таква пратња, он негодујући рече: Е, е, шта је то? Нама није уобичајено такво понашање. И то рекавши, показа на једну младу жену, сиромашно одевену и посвећену предењу и рече: Тако се ми односимо према младима. И све је код њих било припросто и сиромашно, као да животаре о зверињу (лову) и крадући...".
Царска свита се враћала у великом страху јер, пише Пахимер, становници те земље, долазећи у групама, често опкољавају улогорене Византинце и посматрају куда ће даље. Њима је био циљ ноћни напад и пљачка. То се и догодило. Ноћу су Византинцима украдени коњи. Коначно, Византинци су стигли у Охрид, па у Солун и, одуставши од брака, вратише се цару. То је изазвало кризу у односима између цара Михаила VIII и краља Уроша I. Краљ Урош I је пришао Михаиловом највећем непријатељу, краљу Карлу I Анжујском. Међутим, њихова сарадња није довела до напада на Византију. Краљу Урошу I су руке биле везане притиском Угара са севера, а краљ Карло I Анжујски је био онемогућен покушајима склапања Лионске уније. У случају напада на Византију, против себе би имао папу и остале италијанске владаре. Након пропасти Уније, на Сицилији је дошло до смене на престолу те је рат против Византије пропао.

## После Михаилове смрти
Након смрти цара Михаила VIII (1282), царица Теодора је преузела обнову манастира Липс (данас џамија Фенари Исе) која је основана у 10. веку. Манастиру је придодала другу цркву посвећену Светом Јовану Крститељу. Тиме је желела да обезбеди уточиште себи и својим ћеркама у старости, по тадашњим обичајима. Истовремено је себи желела да обезбеди гробно место видевши да је њен супруг ускраћен за хришћанску сахрану. Манастир Липс био је одређен за гробно место царице Теодоре и њених потомака.Талбот пише: „Теодора, као удовица царица и мајка породице, без сумње је била решена да обезбеди одговарајуће место за сахрану за себе и своје потомке.“  Царица Теодора је подстицала писање рукописа. Убрзо по ослобођењу Цариграда, царица Теодора је монаху Арсенију наложила да на грчки језик преведе дело о геометрији персијског научника Ел-Занатија. Овај трактат чува се у Напуљу (II C 33) уз напомену о царици Теодори као о патрону. Царица Теодора је умрла 1303. године, након краће болести. Њен син, цар Андроник II Палеолог, приредио јој је величанствен погреб. Сахрањена је у својој задужбини, цркви Светог Јована Крститеља у комплексу манастира Липс, где је, неколико година раније, припремила гробно место. Говор је на сахрани одржао Теодор Метохит.

## Породица
Цар Михаило VIII и царица Теодора имали су осморо деце:
- Манојло Палеолог (око 1255 - пре 1259)
- Ирина Палеологина (око 1256 - пре 1328), супруга бугарског цара Јована Асена III.
- Андроник II Палеолог (1259-1332)
- Ана Палеологина (око 1260—1299./1300), супруга Димитрија Дуке Комнина, сина епирског деспота Михаила II Комнина Дуке
- Константин Палеолог (1261-1306), отац цезара Јована Палеолога и деда српске краљице Марије, супруге краља Стефана Уроша III Дечанског Немањића
- Теодора Палеологина, удата за краља Давида VI Багратиона од Грузије.
- Евдокија Палеологина, супруга Јована II Великог Комнина, владара Трапезунтског царства
- Теодор Палеолог (око 1263 - после 1310)